# Стриєва
Стри́єва — село в Україні, центр Стриївської сільської громади в Звягельському районі Житомирської області. Населення становить 482 осіб.

## Історія
У 1906 році село Смолдирівської волості Новоград-Волинського повіту Волинської губернії. Відстань від повітового міста 8 верст, від волості 13. Дворів 115, мешканців 725.
В Стриєві діє сільгосппідприємство «Галекс-Агро», яке займається органічним землеробством.
Колищній орган місцевого самоуправління — Стриївська сільська рада.

## Населення

### Мова
Розподіл населення за рідною мовою за даними перепису 2001 року:
| Мова       | Кількість | Відсоток |
| ---------- | --------- | -------- |
| українська | 474       | 98.34%   |
| російська  | 7         | 1.45%    |
| болгарська | 1         | 0.21%    |
| Усього     | 482       | 100%     |

## Відомі люди
В Стриєві народився нинішній голова Новоград-Волинської РДА Леонід Миколайович Мартинюк.